# Индийский коротконосый крылан
Инди́йский коротконо́сый крыла́н (Cynopterus sphinx) — вид крыланов.
Длина тела 99 мм, размах крыльев 38 см, вес в среднем 38,5 г у самцов и 46,5 у самок (половой диморфизм). Хвост короткий, 13—18 мм. Самцы отличаются от самок окраской «воротника». У самок он охряного цвета, в то время как у самцов он оливково-коричневого цвета. В Индонезии воротник самцов оранжевого цвета. Окраска остальной части тела чаще серо-бурого или кремового цвета. Кожа ушей, лица и ног тёмно-серого цвета с лиловым налётом.
Вид широко распространён в Юго-Восточной Азии. Встречается в самых разнообразных местах обитания, в первичных и вторичных лесах, сельской местности на высоте до 400 м над уровнем моря.
Живёт в небольших колониях, состоящих из 3—7 особей, иногда до 20, в дуплах деревьев или под листьями деревьев. Питается различными плодами: фиги, гуава, манго, финики и овощные бананы, а также различными цветками. Полёт низкий, но быстрый.
Спаривание происходит в октябре или ноябре, а также в феврале и марте. Период беременности длится 115—125 дней. Самка рождает чаще одного детёныша весом 11 г. Через 45—50 дней детёныши становятся самостоятельными. Самки становятся половозрелыми раньше, чем самцы, и могут впервые забеременеть в возрасте 5 месяцев. Самцы становятся половозрелыми в возрасте 15—20 месяцев. Исследования показали, что этот вид крыланов использует минет. 70 % самок коротконосых крыланов, наблюдаемых в ходе эксперимента, лизали половой член партнёра перед совокуплением, что приводило к увеличению времени полового акта примерно в два раза.